# Ribat

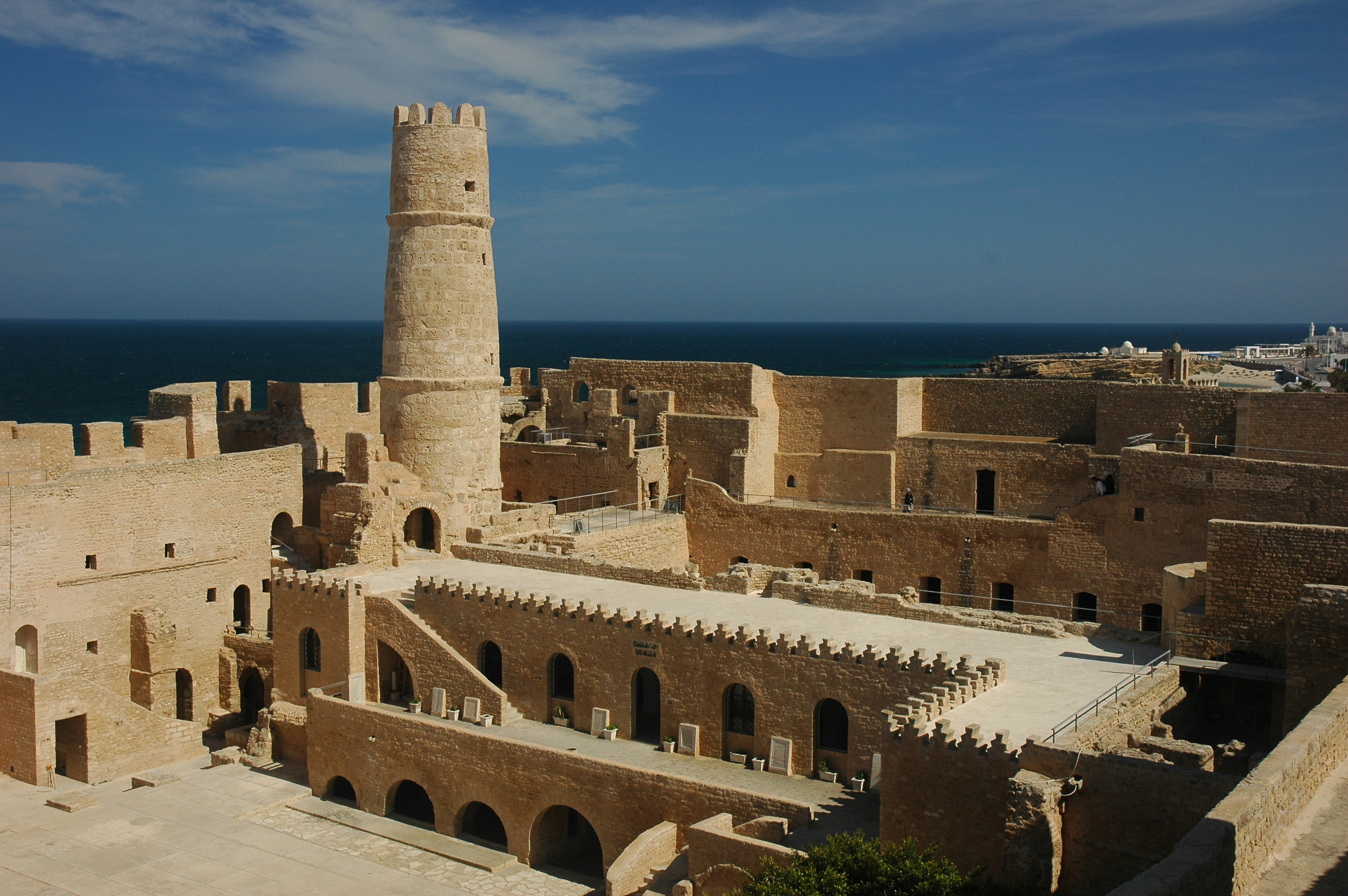
Ribat de Monastir (Tunisie)

Le ribat (en arabe : رِبَـاط (ribāṭ)) était originellement une forteresse ou citadelle, construite dans les premiers temps de la conquête musulmane du Maghreb pour protéger les frontières de la cité. Le terme désigne aussi des lieux qui abritent des soufis.

## Évolution
Avec le temps, ils deviennent des gîtes pour les voyageurs mais aussi des refuges pour les mystiques. En ce sens, les ribats sont peut-être à l'origine des premiers courants du soufisme. On peut dans ce sens assimiler ces lieux à des zaouïas. Le marabout, terme sous lequel on désigne indistinctement en Afrique du Nord les saints, les chefs de tribus et les guérisseurs populaires, est ainsi celui qui habite un ribat.
Les villes de Rabat au Maroc et de Rabat à Malte, comme leur nom l'indique, sont d'anciens ribats.